# Ryż siewny

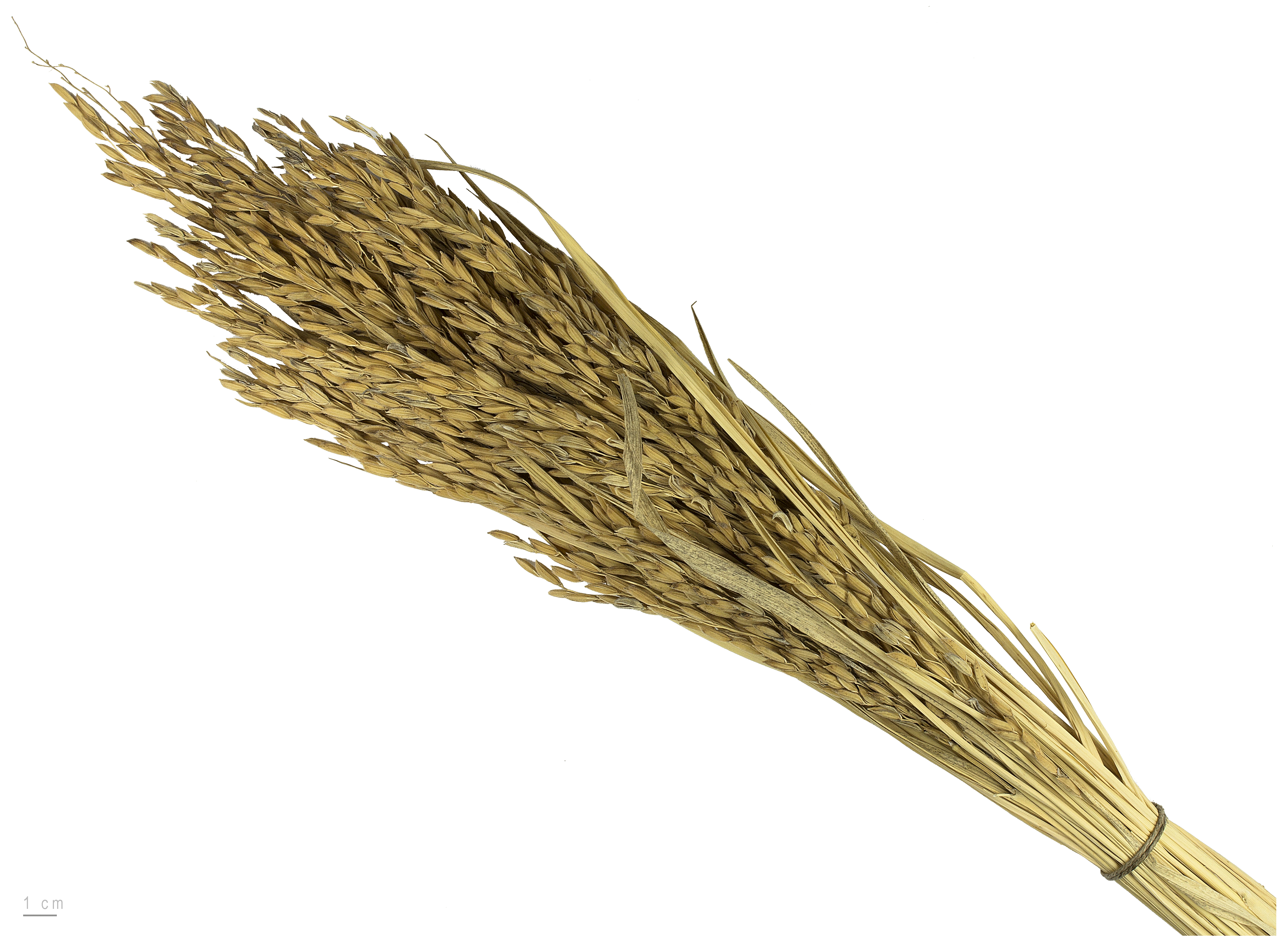
Kłosy ryżu

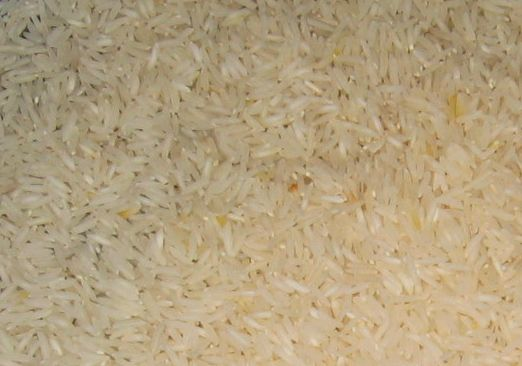
Ziarno

Ryż siewny (Oryza sativa L.) – gatunek ryżu, jednorocznej rośliny zbożowej z rodziny wiechlinowatych (Poaceae), dawniej nazywanych trawami (Graminae). Pochodzi z Azji Południowo-Wschodniej. Zajmuje drugie (po kukurydzy) miejsce w światowej produkcji zbóż. W 2018 roku produkcja wyniosła 782.000.147 ton, stanowiąc podstawę wyżywienia 1/3 ludności świata (głównie dla mieszkańców wschodniej i południowo-wschodniej części Azji). 95% światowych zbiorów ryżu siewnego przeznacza się na pokarm dla ludzi. Znane są bardzo liczne odmiany, które są dostosowane do przeróżnych warunków środowiskowych. Roślina ta upowszechniła się i jest uprawiana w rejonach o silnej gęstości zaludnienia, ponieważ wymaga pracochłonnych zabiegów – sadzenia, nawadniania pól, zbiorów.

## Morfologia
PokrójRoślina zielna o licznych i gęstych łodygach osiągających 50–150 cm wysokości. Korzenie zawierają miękisz powietrzny.
LiścieDolne o długości do 100 cm i szerokości do 15 mm, spłaszczone.
KwiatySkupione w wiechy o długości do 300 mm złożone z jednokwiatowych, ościstych (choć niektóre odmiany uprawne są bezościste) płaskich kłosków. Pręcików 6 (większość traw ma tylko trzy). Samopylne.
OwoceKłos zawiera 30–100 ziaren. Ziarniaki o wymiarach 8 × 4 mm, jadalne, bogate w skrobię.

## Zmienność
Wyróżnia się dwa podgatunki ryżu siewnego:
- ryż siewny indyjski (Oryza sativa indica)
- ryż siewny japoński (Oryza sativa japonica)

Ze względu na wymagania ekologiczne wyróżnia się:
- Ryż suchy – „górski” – może być uprawiany bez nawadniania, lecz daje mniejsze plony. Uprawiany najczęściej w części północnej Chin. Nieco myląca jest sama nazwa rośliny. Najczęściej uprawiana jest na wzniesieniach, czasem też na nizinach w Bengalu lub na Madagaskarze
- Ryż mokry – „padi” – roślina bagienna, która musi rosnąć w płytkiej wodzie. Na obszarach Indii i Chin liczba odmian tego ryżu sięga kilku tysięcy. Większość z nich dostarcza ziarna, które po wysuszeniu spożywa się bezpośrednio.

## Odmiany ryżu
- ryż biały – najbardziej popularna odmiana, poddawany tak zwanemu procesowi polerowania przez co traci większość składników odżywczych
- ryż brązowy – pozbawiony tylko niejadalnej łuski wokół ziarna, bogaty w składniki odżywcze, charakteryzuje się specyficznym orzechowym aromatem
- ryż parboiled – biały ryż poddany działaniu pary wodnej pod wysokim ciśnieniem (preparowany termicznie), dzięki temu nie traci witamin i składników odżywczych
- ryż czarny (ryż indonezyjski) – bogaty w przeciwutleniacze i witaminę E, posiada orzechowy aromat
- ryż czerwony – bogaty w składniki odżywcze i błonnik

Ze względu na całkowicie odmienne walory kulinarne należy wyróżnić ryż kleisty (Oryza sativa var. glutinosa), odmianę niezawierającą amylozy.

## Zastosowanie

### Roślina jadalna

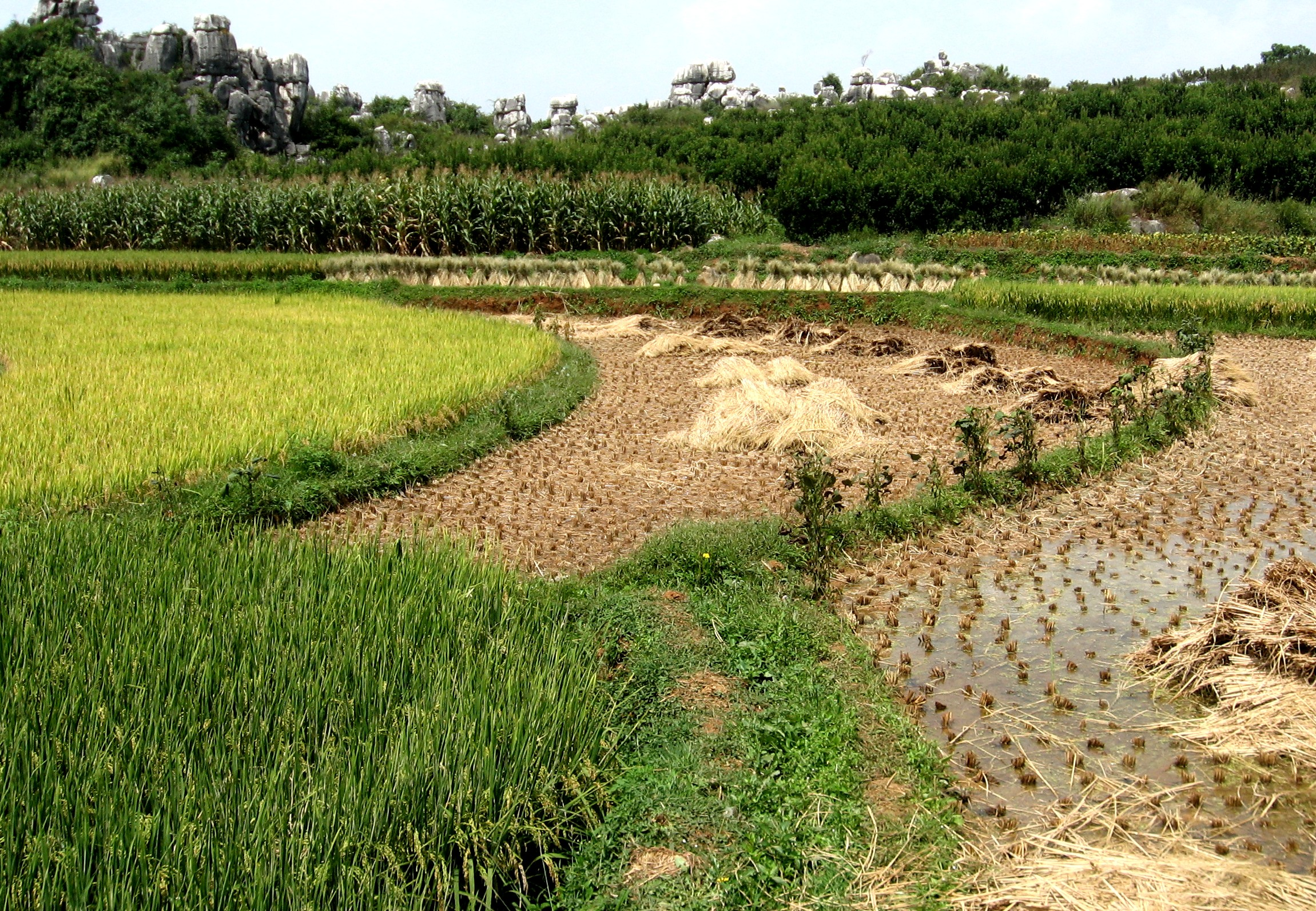
Pola ryżu siewnego w Chinach

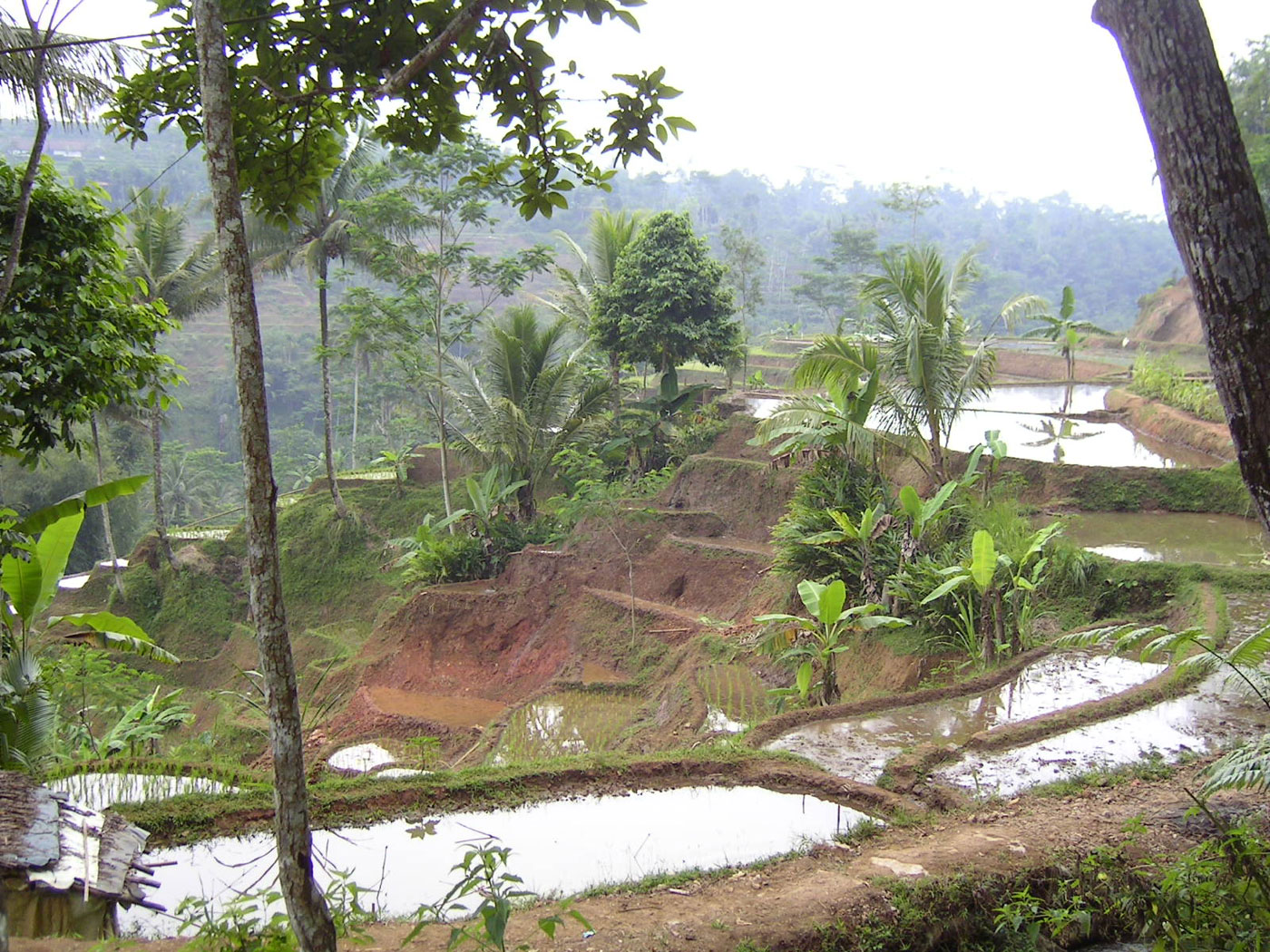
Uprawa tarasowa na Jawie

Częściowo obłuskane ziarno, pozbawione tylko plew – zwane jest ryżem brązowym – zawiera ok. 8% białka i niewielkie ilości tłuszczu; stanowi źródło tiaminy, niacyny, ryboflawiny, żelaza, wapnia. Ziarna ryżu otoczone są zrośniętymi plewkami. Podczas młocki usuwa się zwykle zarówno plewy, jak i otręby, czasem dodatkowo stosuje się polerowanie glukozą i talkiem, co nadaje ziarniakom połysk. Czasem przed młóceniem ryż wstępnie obgotowuje się, co pozwala na zachowanie większości jego składników odżywczych.Wartość kaloryczna ryżu w wynosi 3400-3500 kalorii z 1 kg. Zawartość białka jest niestety niska, dlatego sam ryż stanowi niezrównoważone pożywienie w stosunku do chleba. Wiele witamin i minerałów jest skoncentrowanych w otrębach i zarodku ziarna ryżu, więc białe odmiany będą uboższe w te składniki. Wyjątek stanowi typ parboiled, który powstaje poprzez poddanie działaniu pary wodnej pod wysokim ciśnieniem ziaren ryżu przed procesem mielenia, co powoduje przenikanie części witamin i składników mineralnych do ich wnętrza, więc nie są całkowicie tracone. Niekiedy ryż wzbogaca się przez dodanie żelaza i witamin z grupy B. Całkowicie obłuskane ziarno – tzw. biały ryż – jest w znacznym stopniu pozbawione cennych składników odżywczych. Na terenach, gdzie ryż biały jest głównym składnikiem pożywienia, występuje dużo większe ryzyko zachorowania na beri-beri, chorobę spowodowaną niedoborem tiaminy (wit. B1) i składników mineralnych. Przed spożyciem ryż jest gotowany i jadany jako odrębne danie lub używany do przygotowywania zup, dań głównych i dodatków, szczególnie w kuchni orientalnej i bliskowschodniej. Z ryżu siewnego wytwarza się mąkę, kaszę, ziarno, jest to także surowiec do wyrobu alkoholu – sake, araku oraz wina ryżowego.
Konsumpcja ryżu na świecie
| Konsumpcja ryżu na świecie na przełomie 2003/2004 (mln ton) | Konsumpcja ryżu na świecie na przełomie 2003/2004 (mln ton) |
| ----------------------------------------------------------- | ----------------------------------------------------------- |
| Chiny                                                       | 135.0                                                       |
| Indie                                                       | 85.25                                                       |
| Indonezja                                                   | 36.95                                                       |
| Bangladesz                                                  | 26.4                                                        |
| Wietnam                                                     | 17.7                                                        |
| Tajlandia                                                   | 10.2                                                        |
| Mjanma                                                      | 10.2                                                        |
| Filipiny                                                    | 9.7                                                         |
| Japonia                                                     | 8.7                                                         |
| Brazylia                                                    | 8.1                                                         |
| Korea Południowa                                            | 5.0                                                         |
| Stany Zjednoczone                                           | 3.9                                                         |
| Egipt                                                       | 3.3                                                         |
| Iran                                                        | 3.1                                                         |
| Korea Północna                                              | 1.6                                                         |
| Tajwan                                                      | 1.2                                                         |
| Południowa Afryka                                           | 0.7                                                         |
| Źródło: United States Department of Agriculture             |                                                             |

### Inne zastosowania
Produkty uboczne powstające podczas obróbki ziaren ryżu – czyli otręby i proszek powstały po rozdrobnieniu odpadów z procesu polerowania ziarna – wykorzystuje się jako karmę dla zwierząt. Z otrąb uzyskuje się olej używany do celów spożywczych i przemysłowych. Pokruszone ziarna wykorzystuje się do warzenia piwa, destylacji alkoholu oraz produkcji skrobi i mączki ryżowej. Plewy stosuje się jako opał i materiał do pakowania, produkuje się z nich również nawóz i furfural. Słomę używa się na ściółkę, paszę dla zwierząt, pokrycia dachowe oraz do produkcji mat, odzieży, opakowań i mioteł. Ryż wykorzystywany jest także w papiernictwie, do wyrobu przedmiotów plecionych, kleju i kosmetyków (puder). Stanowi źródło skrobi.
Ryż przerabiany jest także na krochmal, ocet lub alkohol. Ryż łuszczony ulega szybkiemu zepsuciu, dlatego po wyłuszczeniu i usunięciu zewnętrznej powłoki, która przybiera brunatny kolor z ryżu tego otrzymuje się ryż biały lub polerowany.

## Uprawa

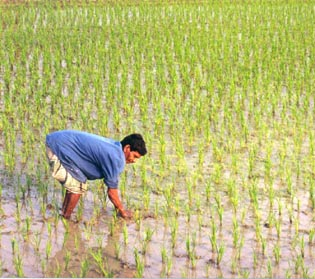
Sadzenie ryżu

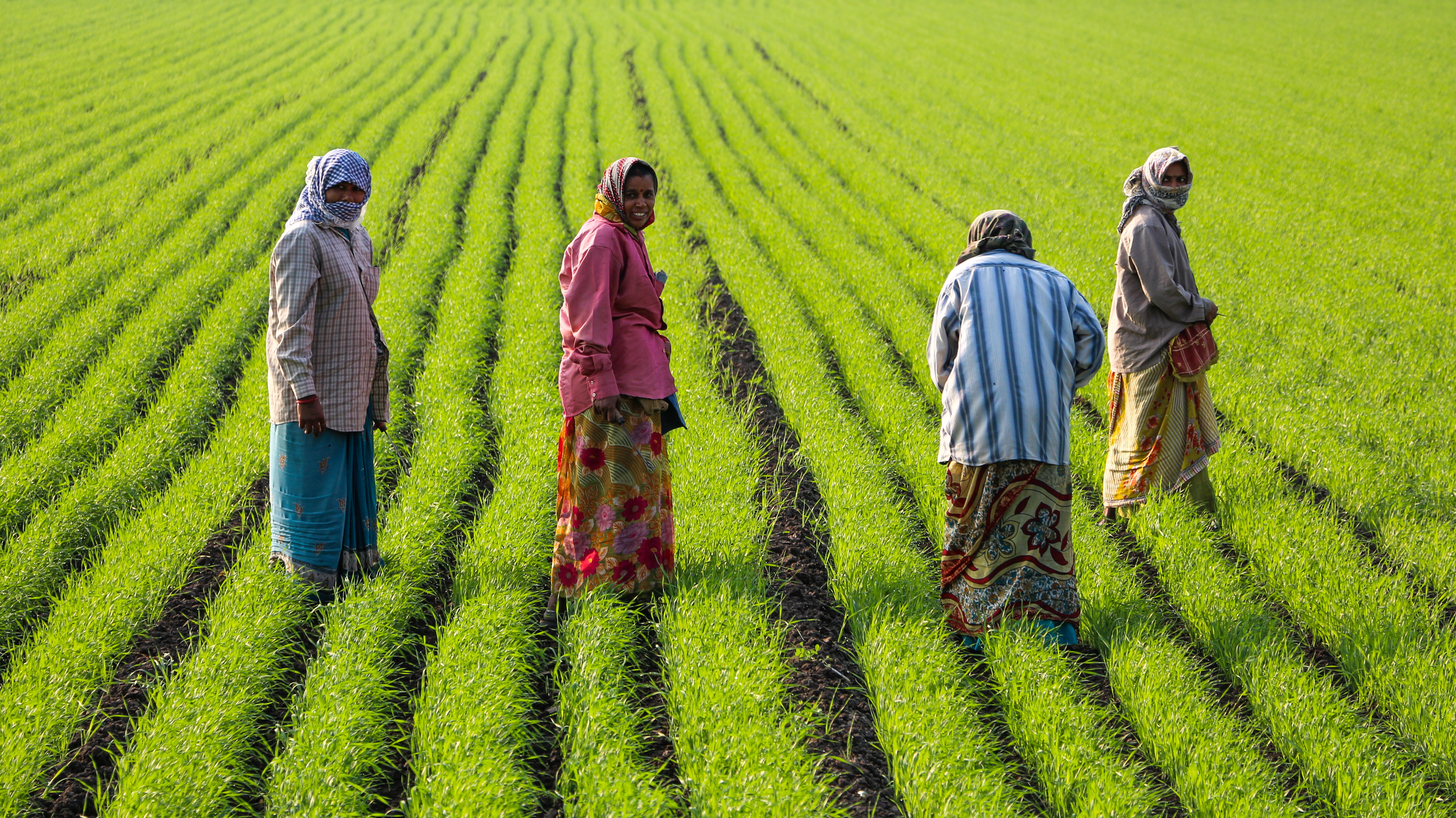
Na polu uprawnym

### Historia
Ryż jest jedną z najstarszych roślin uprawnych świata. W Chinach był regularnie uprawiany już ok. r. 5000 p.n.e. Na obszarze doliny Rzeki Perłowej we wschodniej części Azji został po raz pierwszy zasiany przez człowieka. Dzięki wyprawie Aleksandra Wielkiego ryż siewny dotarł do Grecji, a za sprawą kolonizatorów – do obu Ameryk. Jego popularność na całym świecie oraz korzystne walory odżywcze i łatwość przyrządzenia powodują, że dla połowy ludności świata ryż stanowi podstawową część ich diety.
W latach sześćdziesiątych XX w., podczas tzw. Zielonej Rewolucji, kiedy wysiłki naukowców były skierowane na zapobieżenie klęsce głodu, wyhodowano wiele nowych, ulepszonych odmian roślin uprawnych, m.in. tzw. cudowny ryż. Odmiana ta charakteryzowała się dużą odpornością na choroby, zwiększoną produktywnością i wytwarzaniem krótkiej, silnej łodygi, dzięki czemu rośliny były mniej łamliwe. Jednak jej uprawa nie rozwinęła się na tak szeroką skalę, jak się spodziewano. Ze względu na duże wymagania glebowe i konieczność intensywnego nawożenia stała się dostępna tylko dla bogatszych rolników, co z punktu widzenia zapobiegania głodowi czyni ją mało użyteczną.

### Wymagania
Niezbędna temperatura do kiełkowania ryżu, zależnie od odmiany, wynosi 15–20 °C. Ze względu na wysoką transpirację oraz wysokie wymagania odnośnie do dostarczania odpowiedniej ilości wody, uprawia się ryż na obszarach zalewowych, deltach rzek głównie w strefie klimatu tropikalnego. W zależności od odmiany ryż zanurzony jest w wodzie od 5–15 cm.
Odmiany mokre ryżu wymagają wysokiej temperatury około 30 °C do kwietnia, a w okresie dojrzewania do 20 °C(wymaga do rozwoju co najmniej dwóch miesięcy). Ryż suchy nie potrzebuje zalewanego podłoża aby się rozwijać, natomiast musi być wilgotny klimat. W okresie dojrzewania potrzebuje zaledwie 18 °C (przez 3 miesiące).
W zależności od odmiany ryżu okres wegetacji trwa od 3–9 miesięcy, dzięki temu zbiorów można dokonywać kilka razy w roku. Można go uprawiać na różnych glebach, jednak najlepiej udaje się na glebach z domieszką gliny, gdyż nie wchłaniają dużej ilości wody oraz nie tracą składników odżywczych. Lekkie gleby ze względu na swoją przepuszczalność, wchłaniają zbyt wiele wody i tracą zbyt szybko składniki odżywcze na skutek wymywania niektórych składników mineralnych. Ani gleby piaszczyste ani laterytowe nie są więc właściwe do uprawy ryżu mokrego, można natomiast na nich uprawiać ryż suchy. Ryż ten jest bardzo tolerancyjny, jeśli chodzi o kwasowość gleby, najlepsze są gleby słabo kwaśne.

### Produkcja
Najwięcej ryżu siewnego produkują Chiny (95% z pól nawadnianych najwyższe plony uzyskuje się w kotlinie Syczuańskiej 60–70 q z ha), Indie (powierzchnia uprawy ryżu w Indiach 42,5 mln ha), Japonia (uprawa ryżu stanowi ponad połowę ziemi uprawnej, najczęściej w dolinach rzek i na nizinach nadbrzeżnych), Bangladesz (25% powierzchni uprawnej, obszar uprawy ryżu znajduje się przede wszystkim w delcie Gangesu i Brahmaputry), Indonezja (10–12% powierzchni, 7% powierzchni zajmuje ryż suchy, większą część ryżu uprawia się jednak na polach nawadnianych, często uzyskuje się dwa zbiory rocznie), Tajlandia (duży wzrost z 4,5 mln t przed II wojną światową do 21–22 mln t w obecnych czasach; stało się to z powodu rozszerzenia terenów uprawy ryżu i wzmocnieniu systemów irygacyjnych uprawia się go głównie w delcie dolnej części doliny Menamu) i Mjanma. Do ważniejszych producentów należą także Wietnam, Brazylia, Korea Południowa, Filipiny (na terenach, gdzie wprowadzono nowoczesne systemy nawadniające można uzyskać dwa zbiory w roku) i USA. Pod koniec XX w. co roku na świecie produkowano ok. 363–431 mln ton ryżu rocznie. Powierzchnia upraw zajmowała ok. 145 mln ha.
Lista największych producentów ryżu na świecie w 2018 roku

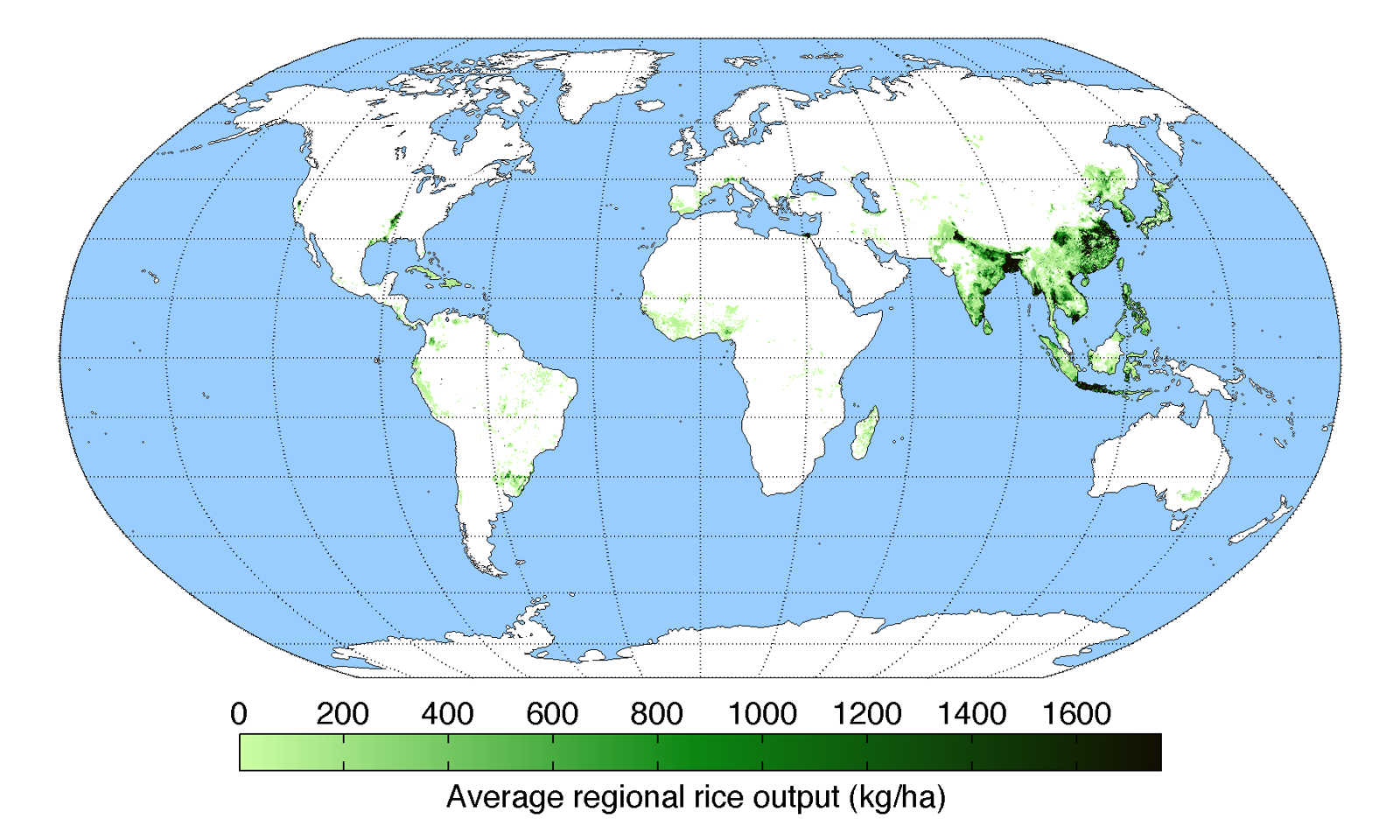
Światowa produkcja ryżu

| Lp. | Państwo           | Ilość (tony) |
| --- | ----------------- | ------------ |
| 1   | Chiny             | 212.129.000  |
| 2   | Indie             | 172.580.000  |
| 3   | Indonezja         | 83.037.000   |
| 4   | Bangladesz        | 56.417.319   |
| 5   | Wietnam           | 44.046.250   |
| 6   | Tajlandia         | 32.192.087   |
| 7   | Mjanma            | 25.418.142   |
| 8   | Filipiny          | 19.066.094   |
| 9   | Brazylia          | 11.749.192   |
| 10  | Pakistan          | 10.802.949   |
| 11  | Kambodża          | 10.647.212   |
| 12  | Stany Zjednoczone | 10.170.040   |
| 13  | Japonia           | 9.727.500    |
| 14  | Nigeria           | 6.809.327    |
| 15  | Korea Południowa  | 5.195.437    |
| 16  | Nepal             | 5.151.925    |
| 17  | Egipt             | 4.900.000    |
| 18  | Madagaskar        | 4.030.000    |
| 19  | Sri Lanka         | 3.929.831    |
| 20  | Laos              | 3.584.700    |
|     | Świat             | 782.000.147  |